# جيسي فايسنفلس
جيسي فايسنفلس (بالألمانية: Jesse Weißenfels)‏ هو لاعب كرة قدم ألماني في مركز الهجوم، ولد في 26 مايو 1992 في فيزل في ألمانيا. لعب مع شالكه 04 ب.

## وصلات خارجية
- جيسي فايسنفلس على موقع قاعدة بيانات كرة القدم.إي يو (الإنجليزية)
- جيسي فايسنفلس على موقع عالم كرة القدم.نت (الإنجليزية)